# AC Libertas
Die AC Libertas (offiziell: Associazione Calcio Libertas) ist ein san-marinesischer Fußballverein aus der Gemeinde Borgo Maggiore. Der Verein nimmt am Ligabetrieb der nationalen Meisterschaft, dem Campionato Sammarinese di Calcio, teil. Mit elf Erfolgen in der Coppa Titano ist der Verein Rekordpokalsieger des Landes.

## Geschichte
Der Verein wurde im September 1928 unter dem Namen SP Libertas (Società Polisportiva Libertas) als erster Fußballverein des Landes gegründet.
Der erste Erfolg gelang dem Verein 1937 mit dem Gewinn des nationalen Pokalwettbewerbs, der Coppa Titano. In den Anfangsjahren wurde dieser Wettbewerb unregelmäßig ausgetragen. Erst im Jahr 1950 fand die zweite Austragung des Wettbewerbs statt, den Libertas erneut gewinnen konnte. Der Verein gewann insgesamt sechs Mal in Folge den nationalen Pokalwettbewerb, der damals jedoch noch nicht offiziell durchgeführt wurde, und stellte somit einen bisher unerreichten Rekord auf. Bei der siebten Austragung im Jahr 1965 beendete der AC Juvenes/Dogana schließlich die Siegesserie von Libertas und errang erstmals den Pokal. Seither errang der Verein vier weitere Pokalsiege.
Die Gründung einer nationalen Fußballliga unter dem Namen Campionato Sammarinese di Calcio folgte 1985. Im Meisterschaftsbetrieb konnte der Verein im Gegensatz zum Pokalwettbewerb kaum Erfolge aufweisen, die einzige Meisterschaft wurde 1996 errungen.
In der Saison 2007/08 nahm die AC Libertas an der Qualifikation zum UEFA-Pokal teil. In der 1. Qualifikationsrunde traf der Verein auf den irischen Vertreter Drogheda United. Da die eigene Spielstätte den Anforderungen der UEFA nicht genügte, wurde das Heimspiel in Serravalle im Stadio Olimpico ausgetragen. Durch einen Treffer von Federico Nanni erreichte die Mannschaft ein 1:1-Unentschieden, was zugleich den ersten Punktgewinn eines san-marinesischen Teams in einem europäischen Pokalwettbewerb bedeutete. Durch eine 0:3-Niederlage im Rückspiel schied Libertas jedoch frühzeitig aus dem Wettbewerb aus.

## Erfolge
- Campionato Sammarinese di Calcio (1): 1996
- Coppa Titano (11): 1937, 1950, 1954, 1958, 1959, 1961, 1987, 1989, 1991, 2006, 2014
- Trofeo Federale/Supercoppa di San Marino (4): 1989, 1992, 1996, 2014

## Europapokalbilanz
| Saison  | Wettbewerb         | Runde                  | Gegner              | Gesamt | Hin     | Rück    |
| ------- | ------------------ | ---------------------- | ------------------- | ------ | ------- | ------- |
| 2007/08 | UEFA-Pokal         | 1. Qualifikationsrunde | Drogheda United     | 1:4    | 1:1 (H) | 0:3 (A) |
| 2012/13 | UEFA Europa League | 1. Qualifikationsrunde | FK Renova Džepčište | 0:8    | 0:4 (H) | 0:4 (A) |
| 2013/14 | UEFA Europa League | 1. Qualifikationsrunde | FK Sarajevo         | 1:3    | 1:2 (H) | 0:1 (A) |
| 2014/15 | UEFA Europa League | 1. Qualifikationsrunde | Botew Plowdiw       | 0:6    | 0:4 (A) | 0:2 (H) |

Gesamtbilanz: 8 Spiele, 1 Unentschieden, 7 Niederlagen, 2:21 Tore (Tordifferenz −19)

## Spieler
Nationalspieler
- Ivano Toccaceli (1994–2003)
- Michele Ceccoli (1995–2003, 2004–)
- Fabio Francini (1999–2005, 2006–2007)
- Alan Toccaceli (2001–2004)
- Stefano Muccioli (2002–2003)
- Luca Bonifazi (2003–2004)
- Pierangelo Manzaroli (2004–2008)
- Matteo Andreini (2004–2005)
- Davide Simoncini (2005–2006)
- Damiano Vannucci (2005–2008)
- Federico Nanni (2006–2009)